# Bombardier Regina
Als Regina bezeichnet der Hersteller Bombardier (vormals Adtranz) mehrere Baureihen elektrischer Triebzüge. Sie kommen in Schweden als X50 bis X55 und in China unter dem Namen CRH1 zum Einsatz.

## Geschichte
Ab etwa 1980 wurde der schwedische Regionalverkehr dereguliert. Nun wurden regionale Verkehrsbehörden Schritt für Schritt mit Aufgaben der Statens Järnvägar im Nahverkehr betraut. Trotz Streckenstilllegungen wurden neue Fahrzeuge benötigt. Um Kosten zu sparen, schlossen sich die Träger der neu entstandenen Verkehrsbetriebe 1999 zu Transitio zusammen, um einen standardisierten Elektrotriebzug zu entwickeln. Transitio beschaffte die Triebzüge und verteilte sie an die regionalen Verkehrsbetriebe. Zur Jahrtausendwende wurden die ersten Triebzüge fertiggestellt und 2001 in Betrieb genommen.
Im Laufe der Jahre wurden folgende Fahrzeuge beschafft:
| Modell      | Land     | Sitz- plätze  | Zug- länge [mm] | Dienst gewicht [t] | Wagen- Anzahl | Dauer- leistung [MW] | Betriebs- spannung [kV] | Breite [mm] | Höchstgeschwin- digkeit [km/h] | im Einsatz seit |
| ----------- | -------- | ------------- | --------------- | ------------------ | ------------- | -------------------- | ----------------------- | ----------- | ------------------------------ | --------------- |
| X50-2       | Schweden | 166           | 53.900          | 148                | 2             | 1,59                 | 15                      | 3450        | 200                            | 2001            |
| X50-3       | Schweden | 304           | 80.500          | 203                | 3             | 2,12                 | 15                      | 3450        | 200                            | 2004            |
| X51-2       | Schweden | 146           | 53.900          | 148                | 2             | 1,59                 | 15                      | 3450        | 180                            | 2001            |
| X52-2       | Schweden | 148           | 53.900          | 148                | 2             | 1,59                 | 15                      | 3450        | 200                            | 2001            |
| X52-3       | Schweden | 245           | 80.500          | 203                | 3             | 2,12                 | 15                      | 3450        | 200                            | 2003            |
| X52 SL      | Schweden | 240           | 107.100         | 172                | 4             | 2,12                 | 15                      | 3450        | 180                            | ?               |
| X53-2       | Schweden | 163           | 53.900          | 148                | 2             | 1,59                 | 15                      | 3450        | 180                            | 2002            |
| X53-3       | Schweden | 267           | 80.500          | 203                | 3             | 2,12                 | 15                      | 3450        | 180                            | 2003            |
| X54         | Schweden | 141           | 53.900          | 148                | 2             | ?                    | 15                      | 3450        | 200                            | 2003            |
| X55         | Schweden | 240           | 107.100         | 274                | 4             | 3,18                 | 15                      | 3450        | 200                            | 2012            |
| CRH1A       | China    | 670           | 213.500         | 420                | 8             | 5,3                  | 25                      | 3228        | 200                            | 2007            |
| CRH1B       | China    | 1299          | 426.300         | ?                  | 16            | 11,0                 | 25                      | 3228        | 250                            | 2009            |
| Gröna Tåget | Schweden | (Versuchszug) | 53.900 ?        | ?                  | 2             | ?                    | 15                      | 3450        | 300                            | ?               |

## Einsatz in Schweden

### Regionalverkehr
Die Triebzüge werden seit 2000 als zwei- und dreiteilige Züge gebaut. Diese werden im schwedischen Regionalverkehr durch regionale Betreiber mit den Baureihenbezeichnungen X50, X51, X52, X53 und X54 eingesetzt. Sie sind für Höchstgeschwindigkeiten von 200 oder 180 km/h zugelassen, die Wagen konnten aufgrund des schwedischen Lichtraumprofils eine Breite von 3450 mm erhalten.

### X55 / SJ 3000 für den Fernverkehr
Die Schwedischen Staatsbahnen bestellten 2008 weitere 20 vierteilige Züge für den Fernverkehr. Der Kaufpreis belief sich auf elf Millionen Euro pro Zug. Die Triebzüge sollten sich durch eine besonders hohe Energieeffizienz auszeichnen, so dass der Verbrauch etwa ein Fünftel unter dem der SJ X2 liegen soll. Entgegen früheren Angaben, die eine Höchstgeschwindigkeit von 250 km/h vorsahen, wurden die Triebzüge nur für 200 km/h ausgelegt. Sie erhielten die Baureihenbezeichnung X55 und werden im Reiseverkehr als SJ 3000 bezeichnet. Die Auslieferung erfolgte zwischen 2011 und 2012; der fahrplanmäßige Einsatz begann im Februar 2012.
Die Züge mit der Sitzanordnung 2+2,  statt wie bei den Regionalverkehrs-Regina 3+2, verfügen insgesamt über 245 Sitzplätze, davon 64 in der ersten Klasse. Sie ersetzten – unter anderem auf den Strecken von Stockholm nach Dalarna und Värmland – die Triebzüge der Reihe X2, die darauf für Taktverdichtungen etwa zwischen Göteborg und Stockholm frei wurden. Der erste kommerzielle Einsatz fand am 6. Februar 2012 zwischen Stockholm und Sundsvall statt. Sie werden für die Strecke Stockholm–Umeå benötigt, da hier ETCS erforderlich ist, mit dem die X2 nicht ausgestattet sind. Sie fahren auch zwischen Göteborg und Malmö und auf anderen Strecken.
Eine vierteilige Einheit besteht aus dem angetriebenen Endwagen X55A 33xx mit dem 1. Klasse-Bereich, einem angetriebenen Mittelwagen X55M 35xx, einem antriebslosen Mittelwagen, in dem das Bistro untergebracht ist URB55 29xx und einem angetriebenen Endwagen X55B 37xx. Für die klimatisierte und mit kostenlosem WLAN ausgestattete Zuggarnitur wird die Nummer des A-Wagens verwendet. In einem Abteil des Endwagens X55B dürfen Tiere befördert werden. An jedem Sitzplatz ist eine Steckdose vorhanden, die Endwagen besitzen niedrigere Einstiege und einen Rollstuhllift.

### Geschwindigkeitsrekorde
Am 26. Juli 2006 erzielte der Regina-Triebzug X52 9062 des Eigentümers Transitio mit 281 km/h einen neuen Geschwindigkeitsrekord für Schienenfahrzeuge in Schweden. Er überbot damit den bisherigen Rekord von 276 km/h eines X2000-Triebzugs.
Im Rahmen des Projektes Gröna Tåget erzielte am 14. September 2008 der gleiche Zug mit 303 km/h einen neuen Geschwindigkeitsrekord für Schweden auf der Westgötalandstrecke nördlich von Skövde.

## Einsatz in China
Für den Hochgeschwindigkeitsverkehr beschaffte die chinesische Staatsbahn ab 2004 europäische Triebzüge. Bombardier bot dafür Achtwagenzüge auf Basis des Regina an, die als CRH1A geführt werden und für 200 km/h ausgelegt sind. Die Höchstgeschwindigkeit wurde bei der zweiten Version, den sechzehnteiligen CRH1B, auf 250 km/h gesteigert.